# Чёлва (приток Камы)

Чёлва — река в России, протекает по Чердынскому району Пермского края.

## Описание
Берёт начало примерно в 3 км к западу от посёлка Рябинино. Течёт главным образом в западном и юго-западном направлениях. Устье реки находится в 1014 км по левому берегу реки Кама. Длина реки составляет 20 км.
Притоки — Урольская, Геркош, Улика (правые).

## Данные водного реестра
По данным государственного водного реестра России относится к Камскому бассейновому округу, водохозяйственный участок реки — Кама от водомерного поста у села Бондюг до города Березники, речной подбассейн реки — бассейны притоков Камы до впадения Белой. Речной бассейн реки — Кама.
По данным геоинформационной системы водохозяйственного районирования территории РФ, подготовленной Федеральным агентством водных ресурсов:
- Код водного объекта в государственном водном реестре — 10010100212111100003856
- Код по гидрологической изученности (ГИ) — 111100385
- Код бассейна — 10.01.01.002
- Номер тома по ГИ — 11
- Выпуск по ГИ — 1